# Liste der Unterwasserstationen
Diese Liste bietet eine Übersicht bisheriger Unterwasserstationen.
Berücksichtigt wurden dabei schwimmende, per Korridor erreichbare, halb-autarke und autarke Konstruktionen.

## Primäre Projekte
|          | Jahr                 | Zustand         | max. Tiefe | Beschreibung |
| -------- | -------------------- | --------------- | ---------- | --- |
|          | 1962                 | eingestellt     | 61 m       | Man in the Sea I, USA Der erste Aquanaut war Robert Stenuit im Projekt Man-In-The-Sea I von Edwin A. Link. Am 6. September 1962 verbrachte er 24 Stunden und 15 Minuten auf 61 m Tiefe in einem Stahlzylinder und absolvierte dabei mehrere Ausstiege. |
|          | 1962                 | eingestellt     | 10 m       | Conshelf I bzw. Precontinent I (Jacques-Yves Cousteau), Frankreich Dieses erste Projekt von Jacques Cousteaus Conshelf- bzw. Precontinent-Serie wurde mithilfe des Habitats Diogenes vor der Küste Marseilles in einer Tiefe von 10 m durchgeführt. Albert Falco und Claude Wesley lebten darin für eine Woche. Diogenes war ein Stahlzylinder von 5 m Länge und 2,5 m Durchmesser und verfügte über Fernseher, Radio, Bibliothek und ein Bett. |
|          | 1963                 | eingestellt     | 25 m       | Conshelf II bzw. Precontinent II (Jacques-Yves Cousteau), Frankreich/Sudan Diese Anlage im Riff Shaab Rumi vor Port Sudan bestand aus drei Unterwasserstationen: - das Haupthaus Starfish in Form eines Seesterns in 10 m Tiefe - eine Garage für das U-Boot Diving Saucer in 10 m Tiefe - das Tiefenlabor Deep Station in 25 m Tiefe Fünf Personen lebten einen Monat lang im Haupthaus, zwei weitere eine Woche in der Deep Station. |
|          | 1964                 | eingestellt     | 126 m      | Man in the Sea II, USA Im Juni 1964 verbrachten Robert Stenuit und Jon Lindbergh 49 Stunden auf einer Tiefe von 126 m in Edwin A. Links Man-in-the-Sea II-Programm. Das Habitat bestand dabei aus einem elastischen Ballon namens SPID (submerged portable inflatable dwelling, englisch für tauchfähige, portable, aufblasbare Behausung). |
|          | 1964                 | eingestellt     | 59 m       | Sealab I, USA Sealab I war ein Habitat der U.S. Marine. Im Juli 1964 verbrachten darin vier Taucher neun Tage auf 59 m Tiefe. Die Anlage hatte eine Länge von 12,19 m (40 Fuß) und einen Durchmesser von 2,74 m (9 Fuß), folglich also eine Nutzfläche von etwa 33 m². |
| Sealab 1 | 1965                 | eingestellt     | 62,5 m     | Sealab II, La Jolla/Kalifornien, USA Sealab II fand zwischen dem 28. August und 14. Oktober 1965 etwa 1 km vor der Seebrücke des Scripps Institution of Oceanography in La Jolla, Kalifornien auf einer Tiefe von 62,5 m (205 Fuß) statt, um den Nutzen von Stationen am Meeresboden zu erforschen. Das Habitat bestand aus einem Stahlzylinder mit einem Durchmesser von 3,66 m (12 Fuß) und einer Länge von 17,37 m (57 Fuß), hatte folglich also eine Nutzfläche von etwa 63,57 m². |
|          | 1965                 | eingestellt     | 11 m       | Glaucus, Plymouth, Großbritannien Dieses Selbstbau-Habitat bestand aus einem Zylinder von 3,7 m Länge und 2,1 m Höhe und wog 2 Tonnen. Colin Irwin (19) und John Heith (22), beide Mitglieder im Bournemouth and Poole Sub Aqua Club, wohnten darin für eine Woche in einer Tiefe von 11 m. Das Habitat verfügte über zwei Betten und ein Telefon. Die Entwicklung dauerte etwa sechs Monate und kostete 1000 £. CO2 wurde per Atemkalk aus der Luft gefiltert und gegen Sauerstoff ersetzt, so dass keine Luftversorgung von der Wasseroberfläche nötig war. Das Human Interface Technologies Team der University of Birmingham fügte der virtuellen Simulation des Plymouth Sounds eine digitale Rekonstruktion des Habitats hinzu, so dass die Anlage zumindest virtuell wieder begehbar ist. |
|          | 1965                 | eingestellt     | 100 m      | Conshelf III bzw. Precontinent III (Jacques-Yves Cousteau), Frankreich Dieses Projekt wurde in der Nähe von Nizza auf einer Tiefe von 100 m durchgeführt. Sechs Besatzungsmitglieder lebten drei Wochen in diesem Habitat und testeten während täglicher Ausstiege potentielle Arbeitskapazitäten. Das eigentliche Habitat war kugelförmig und beherbergte zwei Etagen. Es saß auf einer Plattform, die sowohl als Ballast unter Wasser als auch als Schwimmkörper an der Wasseroberfläche fungierte. |
|          | 1967                 | eingestellt     | 25 m       | Permon, Tschechoslowakei Permon war das erste Experiment in der Tschechoslowakei, das den langfristigen Aufenthalt eines Menschen unter Wasser untersuchte. Die Aquanauten Vilém Kocián und Vladimír Geist verbrachten im November 1967 einhundert Stunden in einer Tiefe von 25 Metern. |
|          | 1966–1986            | eingestellt     |            | Hydrolab, USA Hydrolab bestand aus einem Zylinder mit den Dimensionen 5,49 m × 2,44 m. Es verfügte über eine Eingangsschleuse, so dass die Dekompression am Ende einer Mission innerhalb des Habitats und unter der Kontrolle der Aquanauten durchgeführt werden konnte. Es diente etwa 500 Aquanauten in 150 Missionen als Forschungsplattform. 1986 wurde es an die Smithsonian Institution übergeben, wo es sich noch heute befindet. |
|          | 1968/1972            | eingestellt     | 13 m       | Edalhab (Engineering Design and Analysis Laboratory Habitat), USA Dieses Habitat in Form eines liegenden Zylinders war 2,6 m hoch, 3,3 m lang und wog 14 t. Es wurde erbaut von Studenten des Engineering Design and Analysis Laboratory. Am 26. April 1968 verbrachten vier Studenten 48 Stunden und 6 Minuten in diesem Habitat in Alton Bay, New Hampshire. Es folgten zwei weitere Missionen auf 12,2 m Edalhab II, FLARE (Florida Aquanaut Research Expedition) Dieses Experiment der Universität New Hampshire und der NOAA zur Nutzung von Sauerstoff/Stickstoff-Atemgas fand 1972 ebenfalls in Edalhab statt. Bei diesen drei Missionen wurde das Habitat vor Miami in einer Tiefe von 13,7 m positioniert. Der Umbau zu diesem Experiment erhöhte das Gewicht des Habitats auf 23 t. |
|          | 1968–1974            | eingestellt     | 30 m       | Chernomor I und Chernomor II, Sowjetunion Dieses Habitat bestand aus einem Zylinder mit den Maßen 2,9 m × 7,9 m und einer Verdrängung von 62 t. Einsatzort war das Schwarze Meer. Die erste Serie von Missionen (Chernomor I) begann im Juli 1968: 28 Aquanauten in 5 Teams verbrachten zwischen 4 und 6 Tagen auf 12,5 m. Nach einem Umbau war das Habitat (jetzt Chernomor II) dazu in der Lage, 2 Wochen unabhängig von der Wasseroberfläche auf 30 m zu operieren. Zwischen 1969 und 1972 verbrachten Aquanauten in zahlreichen Missionen insgesamt 4000 Mannstunden im Habitat. Die längste Mission dauerte 52 Tage auf 15 m mit drei bis fünf Personen (1971). Durch den geringen negativen Auftrieb von 4 t kippte das Habitat einmal samt Tauchern darin um 30–40°. Ein anderes Mal 'hüpfte' es mehrere Male, bis es im Uferbereich zur Ruhe kam. |
|          | 1968–1969            | eingestellt     | 10 m       | BAH 1, Bundesrepublik Deutschland BAH 1 (für Biologische Anstalt Helgoland) hatte eine Länge von 6 m und einen Durchmesser von 2 m. Sie wog etwa 20 t und war für eine Besatzung von zwei Personen vorgesehen. - Die erste Mission im September 1968 mit Jürgen Dorschel und Gerhard Lauckner in 10 m Tiefe in der Ostsee dauerte 11 Tage. - Im Juni 1969 folgte eine einwöchige Flachwassermission im Bodensee. - Bei dem Versuch, das Habitat auf 47 m zu verankern, wurde sie mit den beiden Tauchern darin geflutet und sank auf den Meeresboden. Man entschied, es gemäß der notwendigen Dekompressionsgeschwindigkeit mit den beiden Tauchern zu heben. Dabei kam niemand zu Schaden. BAH I sammelte wertvolle Erfahrungen für das wesentlich größere Unterwasserlabor Helgoland. 2003 wurde BAH I als technisches Denkmal von der Technischen Universität Clausthal-Zellerfeld übernommen und kam noch im selben Jahr in das Nautineum Dänholm auf der Insel Kleiner Dänholm. |
|          | 1968–1983            | eingestellt     | 10 m       | Malter I, Deutsche Demokratische Republik Dieses kleinere Habitat von 4,2 × 2 m wurde in einer maximalen Tiefe von 10 m in der Talsperre Malter bei Dresden eingesetzt. Die 2-Tages-Mission im November 1968 fand in 8 m Tiefe als erstes Habitat unter einer gefrorenen Wasseroberfläche statt. 1972 wurde das Habitat überholt und bis 1983 eingesetzt. |
|          | 1969–1971            | eingestellt     | 157 m      | Aegir, Hawaii/USA Diese Habitat bestand aus zwei Druckkammern mit den Maßen 2,7 × 4,6 m, die durch eine kugelförmiges Zwischenmodul miteinander verbunden waren. Die gesamte Anlage war auf einer geräumigen Plattform angelegt und wies dadurch sehr gute Schleppeigenschaften auf. Insgesamt wurden 25 Tauchgänge auf 24,4 m, 3 Tauchgänge auf 60,1 m und im Jahre 1971 ein Tauchgang auf 157,3 m vor Makapuu Point, Hawaii durchgeführt. Probleme entstanden durch niedrige Temperatur im Habitat und die eingeschränkte Kommunikation in der Helium-Atmosphäre. Zwischen 1971 und 1975 wurde die Anlage für Tauchsimulationen genutzt. |
|          | 1969–1970            | eingestellt     | 13,1 m     | Tektite I, Tektite II und Minitat Das Tektite-Habitat bestand aus zwei Türmen mit jeweils zwei Stockwerken. Die Türme waren durch einen flexiblen Tunnel miteinander verbunden. Tektite I fand auf 13,1 m statt und dauerte 60 Tage. |
|          | 1969                 | eingestellt     | 186 m      | Sealab III, San Clemente/Kalifornien, USA Nach dem Abschluss von Sealab II wurde das Habitat für eine Tiefe von über 180 m (600 Fuß) modifiziert und erhielt den Namen Sealab III. Im Februar 1969 wurde es bei San Clemente, Kalifornien abgesenkt. Bei dem Reparaturversuch eines Heliumlecks, erlitt einer der vier Taucher durch fehlendes Atemkalk einen tödlichen Unfall, was dazu führte, dass alle weiteren Programme der U.S. Marine eingestellt wurden. |
|          | 1969                 | k. A.           | 10 m       | Sublimnos, Tobermory/Kanada Joe MacInnis plante mit dem kanadischen Habitat Sublimnos (in Anlehnung an Limnologie), ein kostengünstiges Modell anzubieten, das sich sogar Tauchclubs und kleinere Universitäten leisten könnten. Obwohl der Bau des Habitats zu der Zeit etwa 10.000 USD kostete, wollte er diesen Preis in Zukunft auf etwa 2000 USD reduzieren. Er schuf das sogenannte Prinzip Open Hatch, demzufolge jedermann freien Zutritt zum Habitat haben sollte. Sublimnos verfügte über zwei ausklappbare Tische, eine Beobachtungskuppel an der Decke und vier Seitenfenster. Der bewohnbare obere Teil war 2,7 m hoch und hatte einen Durchmesser von 2,4 m, also ein Volumen von etwa 10 m³. Das Habitat wurde vom Ufer aus mit Luft versorgt. 1975 schenkte die MacInnis Foundation es dem Seneca College in Ontario. |
|          | 1969                 | eingestellt     |            | Helgoland, Bundesrepublik Deutschland Das Unterwasserlabor Helgoland ist eine ehemalige deutsche Unterwasserstation und das erste stationäre Tauchsystem zum Sättigungstauchen für den Einsatz in kälteren Gewässern. |
|          | 1969                 | eingestellt     | 12 m       | Operation Atlantide, Lago di Cavazzo, Italien Diese Anlage bestand aus mehreren miteinander verbundenen Zylindern und diente in einer Tiefe von 12 m im Lago di Cavazzo als Unterwasserstation. |
|          | 1970                 | eingestellt     | 20 m       | Shelf I, Bulgarien Shelf I bestand aus einem Stahlzylinder mit den Maßen 2,5 m × 6 m und wurde vor Burgas im Schwarzen Meer in einer Tiefe von 20 m verankert. Im August 1970 betraten die ersten drei Aquanauten die Anlage und verbrachten dort 4½ Tage. Die Innentemperatur war identisch mit der Außentemperatur (24 °C) und die Luftfeuchtigkeit betrug 90–95 %. Am Ende der Mission wurden die Taucher per Kapsel zum Versorgungsschiff gebracht, wo sie an die dort befindliche Druckkammer gekoppelt wurde. Die dortige Dekompression dauerte 33,5 Stunden. Im September startete die zweite und letzte Mission, die jedoch schon nach drei Tagen wegen schlechter Wetterverhältnisse abgebrochen wurde. |
|          | 1972                 | zerstört        | 10 m       | HUNUC, Südafrika HUNUC (Abkürzung für Habitat of the University of Natal Underwater Club, zu Deutsch: Habitat der Universität des Natal Unterwasser-Clubs) war das erste Unterwasserlabor Südafrikas. Die Einrichtung wurde jedoch kurz nach ihrer Positionierung durch konzeptionelle Fehler und schlechte Wetterverhältnisse zerstört. |
|          | 1972–1975 1986–      | in Betrieb      | 32 m 6,5 m | La Chalupa, ab 1986 Jules’ Undersea Lodge, Florida, USA Das UWL La Chalupa wurde von der Marine Resources Development Foundation (MRDF) und der Regierung von Puerto Rico finanziert. Es besteht aus zwei Zylindern, die durch einen rechteckigen Raum miteinander verbunden sind und somit eine Gesamtfläche von 32 m² bietet. Es ist für fünf Personen ausgelegt und wurde für elf Missionen bis auf Tiefen von 32 m eingesetzt. Seit 1986 wird die Anlage in einer Tiefe von 6,5 m als das erste Unterwasserhotel der Welt genutzt. MarineLab und Jules’ Undersea Lodge befinden sich heute in derselben Lagune. |
|          | 1973                 | eingestellt     | 30 m       | Seatopia, Japan Marine Science and Technology Center (JAMSTEC), Japan Diese Anlage war für Missionen bis auf 100 m vorgesehen und bestand aus folgenden Modulen: - das Habitat (2,3 m × 10,5 m) - die Personen-Transfer-Kapsel (PTC) (1,7 m × 2,8 m) - das Versorgungsschiff das extra für dieses Programm gebaut wurde und über eine Deck-Dekompressionskammer (DDC) verfügte, an die das PTC gekoppelt werden konnte. Obwohl schon 1969 fertiggestellt, wurde dieses Habitat mehrere Jahre lang nur für Simulationen benutzt. Im September 1973 wurde Seatopia vor Yokosuka, im Südosten Japans, auf einer Tiefe von 30 m verankert und vier Aquanauten bestiegen die Anlage. Diese Mission dauerte 68 Stunden. |
|          | 1973                 | nicht umgesetzt | -          | Village Sous-Marin (Jacques Rougerie), Frankreich Jacques Rougerie plante diese Unterwassersiedlung im Auftrag der US-Raumfahrtagentur NASA und der US-Ozeanografiebehörde NOAA als Station für Langzeitforschungsaufenthalte von bis zu 250 Wissenschaftlern in 40 m Tiefe vor den karibischen Jungferninseln. |
|          | 1974–1984 2008–k. A. | eingestellt     | 9 m        | Wildschütz UW-Station RI, RII, RIII, Deutsche Demokratische Republik Der erste Teil dieser kleinen Anlage (RI) wurde 1974, der zweite (RII) zwischen 1980 und 1984 gebaut und zuerst im Bergwitzsee eingesetzt, wo sie vor allem für die Ausbildung im taucherischen Wehrsportbereich genutzt wurde. Sie besteht aus einer pilzförmigen Basis mit drei von ihm abzweigenden Kapseln. 1998 wurde sie nach Wildschütz transportiert, wo sie 2008 instand gesetzt und in einer Tiefe von 9 m wieder aktiviert wurde. |
|          | 1977                 | eingestellt     | 300 m      | Bentos-300, Sowjetunion Bentos-300 (sprich Bentos minus 300) war ein manövrierfähiges und am Meeresgrund stationierbares U-Boot. Es verfügte über eine Ausstiegsschleuse und war dazu in der Lage, mit etwa 25 Personen zwei Wochen am Meeresboden zu verbringen. Obwohl schon 1966 angekündigt, hatte es seinen ersten Einsatz erst 1977. Die angestrebte Tauchtiefe war 300 m. Nachdem 1992 Bentos-300 im russischen Schwarzmeerhafen Noworossijsk gesunken war, scheiterten mehrere Versuche, es wieder zu bergen. Im November 2011 wurde es dann zerlegt und in den folgenden sechs Monaten an Land geholt. |
|          | 1977                 | eingestellt     |            | Galathee (Jacques Rougerie), Frankreich Dieses erste Unterwasser-Habitat von Jacques Rougerie wurde am 4. August 1977 zu Wasser gelassen. Die Außenhülle der halb mobilen und frei schwebenden Konstruktion bestand aus Stahl, verfügte über Fensterkuppeln aus Acrylglas und hatte bewegliche Ballastkörper aus Neopren. Es bot bei 56 m³ Rauminhalt Platz für vier bis sieben Besatzungsmitglieder. |
|          | 1978                 | eingestellt     |            | Aquabulle (Jacques Rougerie), Frankreich Die Taucherglocke Aquabulle wurde zum ersten Mal im März 1978 eingesetzt und war ein Unterwasser-Observatorium für Tiefen bis zu 60 m. Bei einer Höhe von 280 cm und einem Durchmesser von 250 cm bot es drei Tauchern Platz für mehrere Stunden. |
|          | 1981                 | eingestellt     | 12 m       | Hippocampe (Jacques Rougerie), Frankreich Im Dezember 1981 wurde dieses Habitat an der Stelle in Betrieb genommen, an der 1962 Jacques Cousteaus Conshelf/Precontinent positioniert wurde. Hippocampe I wurde von Jacques Rougerie und Bernard Gardette, Psychologe bei Comex, getestet. Prinzipiell Galathee ähnlich bestand es aus einer Aluminium-Struktur mit großen Fenstern aus Polymethylmethacrylat. Die Konstruktion war in der Lage, zwei Taucher in gesättigtem Zustand in einer Tiefe von 12 m für einen Zeitraum von 7 bis 15 Tagen zu beherbergen. Hippocampe I wird zurzeit in Isla Mujeres, Cancun, ausgestellt. |
|          | 1984                 | eingestellt     | 8 m        | MEDUSA, ab 1984 MarineLab, USA Obwohl schon 1970 unter dem Namen MEDUSA (Abkürzung von Midshipmen Engineered & Designed Undersea Systems Apparatus, englisch für Von Kadetten Entworfenes Untersee-Systems-Gerät) von der U.S. Marine-Akademie entwickelt, wurde es erst 1980 fertiggestellt. 1984 wurde es der Marine Resources Development Foundation (MRDF) gestiftet, in MarineLab umbenannt und zum ersten Mal eingesetzt. 1985 erreichte es seinen endgültigen Standort in der Lagune bei der Stiftungszentrale in Key Largo, Florida. MarineLab, auch Classroom in the Sea, besteht aus einem Wassertank aus Stahl von 5 m Länge und 2,5 m Durchmesser. Es verfügt über ein Fenster von 80 cm Durchmesser und eine vollverglaste Beobachtungskuppel aus Acrylglas mit einem Durchmesser von 168 cm unter dem Habitat. |
|          | 1989                 | in Betrieb      | 19 m       | Aquarius Reef Base, USA 'Aquarius’ ist ein US-amerikanisches Unterwasserhabitat und -labor, das sich im Besitz der Florida International University (FIU) befindet. Sie liegt circa vierzehn Kilometer südöstlich vor Key Largo im Atlantik auf einer Tiefe von 19 m. |
|          | 1991                 | in Betrieb      | 12 m       | Eilat’s Coral World Underwater Observatory, Eilat/Israel Der erste Teil dieses Observatoriums wurde 1975 erstellt und 1991 erweitert. Die Anlage ist über einen Steg vom Ufer aus und über einen Korridor von der Wasseroberfläche erreichbar und befindet sich in einer Tiefe von 12 m. |
|          | 1994                 | geplant         |            | Atlantis Sea Colony, USA Atlantis Sea Colony wurde in den 1990er Jahren mit der Idee gegründet, die Ozeane durch die Bereitstellung von Unterwasserhotels, -häusern und -habitaten für jedermann zugänglich zu machen. Das Projekt schlägt ein modulares Design mit einem Innendruck von einem bar vor, um Unternehmen und Einzelpersonen die Möglichkeit zu geben, unter Wasser zu leben und zu arbeiten. Das Projekt geht davon aus, dass Unterwasser-Rechenzentren, Energiespeicher, Energieerzeugung und andere Unternehmen in naher Zukunft in die Ozeane verlagert werden. Standorte für Hotels, Resorts, Privathäuser und andere Umleitungen seien in naher Zukunft auch unter Wasser möglich. |
|          | 1995                 | k. A.           | 6 m        | Red Sea Star, Eilat/Israel Das Restaurant 'Red Sea Star' besteht aus drei Modulen, einem Eingangsbereich über der Wasseroberfläche, einem Restaurant mit 62 Panoramafenstern 6 m unter Wasser und einem darunter gelegenen Ballastbereich. Die gesamte Konstruktion wiegt etwa 6000 Tonnen. Das Restaurant hat eine Kapazität von 105 Personen. |
|          | 1997                 | eingestellt     | 8 m        | Scott Carpenter Space Analog Station, USA 1997 und 1998 wurde dieses kleine Habitat bei Key Largo, Florida in einer Tiefe von 8 m für den Zeitraum von 31 Tagen betrieben. Man beabsichtigte, auf diese Weise, das Interesse von Studenten und Bevölkerung für Wissenschaften und das Raumfahrtprogramm der NASA zu erhöhen. |
|          | 2000                 | eingestellt     | 4,5 m      | Baylab, USA Dieses Habitat des Amerikaners Morgan Wells, pensionierter Direktor der Einheit für Experimental-Tauchen bei der NOAA, wurde ab Anfang Oktober 2000 in Milford Haven, zwischen Gwynn‘s Island und Mathews an der Chesapeake Bay auf einer Tiefe von 15 Fuß (4,57 m) eingesetzt. |
|          | 2001                 | k. A.           | 8 m        | Divescope, Neukaledonien Divescope war eine größere Taucherglocke aus Plexiglas und Stahl mit einem Trockenbereich, in dem man vollständig auftauchen konnte. Sie befand sich in der Lagune vor Nouméa, der Hauptstadt von Neukaledonien in einer Tiefe von etwa 8 m (26 Fuß). Sechs Personen konnten sich darin für eine halbe Stunde aufhalten. Divescope wurde unter anderem für Unterwasser-Hochzeiten genutzt. Die Konstruktion ähnelt Jacques Rougeries Aquabulle (siehe oben). |
|          | 2004                 | in Betrieb      | 5 m        | Ithaa Undersea Restaurant, Malediven Ithaa (dhivehi für Mutter der Perle) ist das weltweit einzige vollverglaste Unterwasser-Restaurant und befindet sich im Hotel Conrad Maldives Rangali Island. Es ist erreichbar über einen Korridor von der Wasseroberfläche, so dass Besucher die Anlage trockenen Fußes und ohne die Notwendigkeit von langwierigen Kompressions- bzw. Dekompressionsprozeduren betreten und verlassen können. Ithaa wurde von M.J. Murphy Ltd. gebaut und hat ein Gewicht von 175 t. |
|          | 2005 2007            | eingestellt     | 12 m       | Progetto Abissi, Italien Dieses Projekt, auch unter dem Namen La Casa in Fondo al Mare (italienisch für Das Haus unter dem Meer) des Tauchclubs Explorer Team Pellicano bekannt, bestand aus 3 zylindrischen Stationen und diente als Plattform für eine TV-Spielshow. Es fand zum ersten Mal im September 2005 für 10 Tage statt. Im Jahr 2007 wohnten 6 Aquanauten für 14 Tage in der Anlage. |
|          | 2006                 | nicht umgesetzt | k. A.      | Hydropolis, Dubai Architekt Joachim Hauser plante dieses Großprojekt eines Luxus-Resorts in Dubai. Das Konzept sah 220 Hotelsuiten vor und der Bau hätte 2005 beginnen sollen. Da sich jedoch die ursprüngliche Stelle westlich der Palm Jumeirah angeblich als ungeeignet erwies, wurde das Projekt bis auf Weiteres verschoben. Die Anlage sollte aus einer Land-Station bestehen, in der die Gäste begrüßt würden. Über einen Tunnel sollten sie dann per Zug in den Hauptbereich gebracht werden. Der Plan sah vor, als Fundament der Anlage im Meer eine kreisrunde Mauer mit einem Durchmesser von 210 m zu bauen, anschließend das Meerwasser (785.000 m³) aus seiner Mitte abzupumpen und auf dieser Basis die Konstruktion zu beginnen. Das Projekt-Management sollte von der Firma SIBC Industrial Building Consultants, die technische Beratung von der Firma Siemens und die marinen Studien von der Firma Ostsee Kontor übernommen werden.                              |
|          | 2007                 | eingestellt     | 3 m        | Biosub, Australien Der Australier Lloyd Godson wohnte 2007 für 12 Tage in einem Container unter der Wasseroberfläche. Der Schwerpunkt dieses Experiments lag in der Autarkie. So produzierte er dort seine eigene Energie mithilfe eines Fahrrad-Heimtrainers und einen Teil seines Sauerstoff mit einem System aus Chlorella-Algen, die auch das Kohlendioxid aus der Luft filtern sollten. Obwohl das Projekt nicht so reibungslos verlief wie geplant, generierte es wichtige Erkenntnisse für autarke Systeme. |
|          | 2008                 | nicht umgesetzt | 12 m       | Poseidon Undersea Resort, Republik Fidschi Der Unterwasserbereich des Poseidon Undersea Resorts sollte aus einem langen Korridor bestehen, an dessen Längsseiten die abgerundeten Zimmer-Module (sogenannte Pods, englisch für Kapsel) und an den Kopfseiten zwei runde Gemeinschaftsräumlichkeiten wie Bar und Restaurant gekoppelt werden sollten. Die Anlage sollte per Aufzug von der Wasseroberfläche erreichbar sein und über 24 Unterwasser-Suiten mit einer Fläche von je 51 m² verfügen, die zu 70 % aus 60 mm starkem, transparentem Acrylglas (Polymethylmethacrylat) bestehen sollten. |
|          | 2010                 | geplant         | 30 m       | Sea Orbiter (Jacques Rougerie), Frankreich Der Sea Orbiter ist eine geplante französische Seeforschungsstation. Initiator ist der französische „Unterwasserarchitekt“ Jacques Rougerie. Die Gesamthöhe des Sea Orbiters soll ca. 51 m betragen, wovon sich 30 m unter Wasser befinden. Die Station soll senkrecht treiben und u. a. den Atlantik erkunden. Ursprünglich sollte die Station 2010 in Betrieb gehen, gegenwärtig ist das Projekt aber noch in der Planungsphase. Ein neuer möglicher Zeitpunkt für einen Stapellauf wurde bisher nicht genannt, nachdem im Mai 2015 erst ein einziges Bauteil, das „Eye of the SeaOrbiter“ fertiggestellt wurde. |
|          | 2017                 | nicht umgesetzt | 1000 m     | Vent Base Alpha, Kanada Das Konzept sieht vor, in unmittelbarer Nähe einer hydrothermalen Quelle (auch schwarze Raucher) in der Tiefsee eine Kolonie zu errichten, in der sich Menschen über längere Zeiträume aufhalten können, um dort aus den Quellen austretende gelöste Stoffe wie Edelmetalle abzubauen. |
|          | 2020                 | an Land genutzt | k. A.      | Project Hydronaut "H03 Deeplab", Tschechien DeepLab ist ein Unterwasser-Forschungslabor und eine Ausbildungsstation des Tschechen Matyáš Šanda, die dem Caisson-Prinzip folgt. Die Anlage ermöglicht einer dreiköpfigen Besatzung den Langzeitaufenthalt unter der Wasseroberfläche zur Simulation von Weltraummissionen. Es handelt sich hauptsächlich um eine Prototyp-Anlage zur Gewinnung von Informationen für die Entwicklung und den Bau weiterer spezialisierter Einrichtungen. |
|          | 2020                 | geplant         | 20 m       | Proteus, Frankreich/USA Fabien Cousteau nahm 2020 die Idee einer Internationalen Unterwasserstation auf und stellte seine Vision einer Unterwasser-Forschungsstation vor, das eines Tages viermal so groß wie alle bisherigen Unterwasser-Habitate sein soll. Die Installierung soll zu einem unbestimmten Zeitpunkt vor der Küste von Curacao stattfinden. |
|          | 2021                 | geplant         | 50 m       | Calamar Park, Deutschland Die seit 2006 bestehende "Initiative für Studien zur Aquanautik" Calamar Park ist ein Projekt zur Entwicklung einer neuen Generation von modularen Unterwasserstationen. 2018 schlug deren Gründer Martin Henke auf der 21. Konferenz für Unterwasser-Forschung und -Technologie analog zur ISS den Bau einer Internationalen Unterwasserstation vor. 2020 wurde das fortgeschrittene Konzept bei der ESA eingereicht. Erst 2021 begann mit einer Firmenintegration die tatsächliche Planung des Projekts unter dem Namen "European Underwater Research Station". |
|          | 2023                 | geplant         | 200 m      | Sentinel Subsea System, Großbritannien Dieses modulare Habitat-System der britischen Firma DEEP Research Lab Ltd. wird einen Durchmesser von 6 m haben und dazu in der Lage sein, 6 Besatzungsmitglieder auf einer Tiefe von bis zu 200 m zu beherbergen. Das erste Modul soll Ende 2027 zum Einsatz kommen Sein mobiler Vorläufer wird das kleine Habitat Vanguard sein, das für 3 Personen und eine Tiefe von 100 m ausgelegt sein wird. Die Fertigstellung war für Anfang 2025 geplant. |

## Sekundäre Projekte

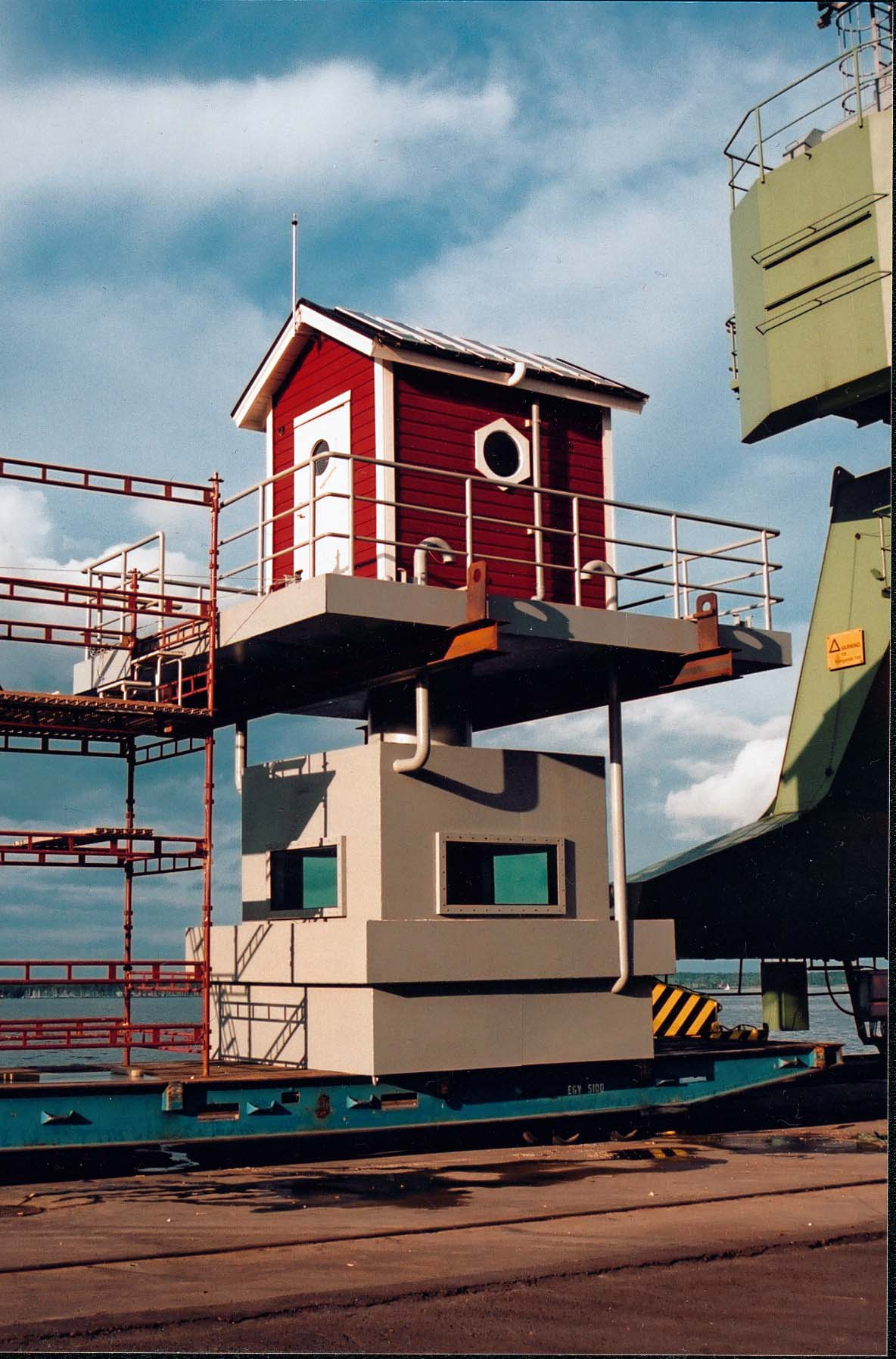
Unterwasserhotel Utter Inn

Folgende Projekte fanden zwar mehrfache Erwähnung in der Presse, konkrete Entwicklungen sind jedoch nicht zu finden oder sie repräsentieren keine neue Entwicklung:
- Utter-Inn, Unterwasserhotel des Künstlers Mikael Genberg im Mälarsee in der Nähe von Västerås bei Stockholm/Schweden. Es besteht aus einer Konstruktion über Wasser und einer darunter schwimmenden mit einem Zimmer.[49] Das populäre Projekt führte zur Gründung von Genberg Underwater Hotels.
- Genberg Underwater Hotels ist eine luxuriösere Variante des Utter-Inn und befindet sich im Manta Resort bei der Insel Pemba/Tansania im Indischen Ozean.[50][51]
- Atlantis Signature Suites sind zwei Suiten im Hotel Atlantis, The Palm in Dubai, die sich unter der Wasseroberfläche der Lagune befinden und über große Panoramafenster verfügen.
- Planet Ocean Underwater Hotel: Dieser für Florida vorgesehene Entwurf lehnt sich sehr stark an das Design von Poseidon Resort an.[52]
- Water Discus Underwater Hotel: Dieses 2011 preisgekrönte, jedoch noch nicht umgesetzte polnische Konzept besteht aus zwei großen Bereichen jeweils in Form eines Discus mit einer Fläche von etwa 1000 m², von denen sich der eine unter der Wasseroberfläche, der andere darüber befindet.[53] Der Unterwasserbereich soll über 21 Zimmer verfügen und sich in 6 m Tiefe befinden.[54]
- Chinesisches Tiefsee-Bergbau-Labor: 2012 stellte das China Ship Scientific Research Centre auf der 5. China Beijing International Hi-Tech Expo das Design eines Tiefsee-Labors vor, das für eine Tiefe von 1000 m und Einsätze von zwei Monaten für 33 Personen geplant ist. Die nuklearbetriebene Anlage soll die Form eines U-Bootes haben und bei einer Länge von 60,2 m, einer Breite von 15,8 m und einer Höhe von 9,7 m 2600 Tonnen wiegen. Ein kleinerer Prototyp für Missionen von 18 Tagen bei einer Besatzung von 12 Personen sollte 2015 in Betrieb gehen. Obwohl kein Datum für die große Version veröffentlicht wurde, gehen Experten von einem Realisierungsdatum von 2030 aus.[55] Eine Präsentation des Chinesischen Wissenschaftsministeriums stellte 2016 eine ähnliche Station für eine Tiefe von 3000 m im Südchinesischen Meer und für Missionen von bis zu einem Monat für mehrere Dutzend Teilnehmer vor. Demzufolge befände sich das Projekt auf Rang 2 der Liste der 100 wichtigsten Wissenschafts- und Technologie-Prioritäten der chinesischen Regierung.[56]
- Atlantica Expedition: Der NASA-Umwelt-Ingenieur, Science-Fiction-Autor und Entwickler der Scott Carpenter Space Analog Station Dennis Chamberland beabsichtigte mit diesem Projekt, die erste permanente Unterwasserkolonie der Welt zu bauen und erhielt dazu Unterstützung von James Cameron. Allerdings hat die Umsetzung des Projekts bisher noch nicht stattgefunden.[57]
- Aqua Star Hotel: Dieses Konzept sollte aus kleinen Modulen bestehen und in einer Tiefe von 10 m verankert werden. Allerdings wurde es bisher noch nicht umgesetzt.[58]
- The Pearl ist ein kugelförmiges Habitat mit einem Durchmesser von 2 m und mehreren Fenstern, das im Pool der Tauchbasis Nemo 33 in Brüssel auf einer Tiefe von 5 m verankert ist und seit Anfang 2017 als Restaurant dient. Es verfügt über mehrere runde Fenster und die Mahlzeiten werden den Gästen per Taucher geliefert.[59]

## Fiktive Unterwasserhäuser und Unterwasserstädte
- Unterwasserschmugglerbasis des Kapitän John Helena, genannt „die Muräne“, im Schiffswrack der Discret unterhalb von Kap Rosa im Band Das Versteck der Muräne (Le repère de la murène) der Reihe Spirou und Fantasio von André Franquin. In vielem mag dieser Band direkt durch die Arbeiten von Cousteau beeinflusst worden sein.
- Unterwasserkuppelstadt Korralion im Band Tiefenrausch der Reihe Spirou und Fantasio von André Franquin
- eine geheime Stadt bzw. Siedlung im Jugendbuch Die lautlose Bombe: Schwarzer Tod im Weltraum der Reihe Mark Brandis bzw. Weltraumpartisanen von Nikolai von Michalewsky
- „Atlantis“, die Wasser- bzw. Unterwasserbasis von Stromberg im James-Bond-Film Der Spion, der mich liebte
- Basis im Comic Die Manitoba antwortet nicht und im Nachfolgeband in Hergés Serie Die Abenteuer von Jo und Jette
- Basis von Rastapopoulos in einer im Stausee versunkenen Stadt im Zeichentrickfilm Tim und der Haifischsee
- Stadt „Templemere“, 7000 m tief, im Film Kapitän Nemo bzw. Captain Nemo and the Underwater City von 1969, sehr frei nach einem Thema von Jules Verne
- Stadt „Pacifica“ im Film Um 9 Uhr geht die Erde unter (City beneath the Sea) von 1971
- Stadt „Äquatoriana“ im japanischen Film U 4000 – Panik unter dem Ozean
- untergegangene Städte im Comic Yoko Tsuno, „Die Stadt des Abgrunds“ bzw. „Les Archanges de Vinea“ von Roger Leloup
- Einsiedlerhaus im Film Unter Wasser rund um die Welt (Around the World under the Sea)
- Unterwasserstadt Atlantis und nebenan wohnende Fischmenschen im Doppelband Das Dreieck des Teufels bzw. Das Volk der Tiefsee der Comicreihe Die Minimenschen von Seron
- diverse Unterwasserstädte in der Fernsehserie SeaQuest DSV
- „The City Beneath the Sea“, in der Ägäis gelegen, in der Fernsehserie Voyage to the Bottom of the Sea und ähnliches in anderen Folgen
- die bewegliche Unterwasserbohrstation „Deep Core“ im Scifi-Film The Abyss. Die meisten Szenen im Film wurden real unter Wasser gedreht. Neben „Deep Core“ gibt es im Film eine eher fantasievolle Alien-Unterwasserstadt in einem Tiefseegraben, dem titelgebenden „Abyss“.
- die Unterwasserstation „Deep Star Six“ mit nuklearer Energieversorgung im Horror-Scifi-Film gleichen Namens.
- die Unterwasserstation „Shack 7“ im Scifi-Horror-Film Leviathan. Wie DeepStarSix oder, zuvor, Alien, handelt der Plot vom Abzählvers „10 kleine Negerlein“. Die Taucher benutzen Panzertauchanzüge.
- U-Boot-Basis im zwei- bzw. dreibändigen Comic Der Kampf um die Welt der Reihe Blake und Mortimer. Trockener Zugang über Höhlensystem, Helmtaucherausstieg.
- fiktive begehbare Unterwasserstation als Teil der Ausstellung Expo 1998 (Lissabon).
- verschiedene Unterwasserstädte und -stationen finden sich auch im klassischen Science-Fiction-Roman, etwa in den Büchern von Arthur C. Clarke, Edmond Hamilton (Captain Future) und auch bei Flash Gordon.
- Unterwasserkuppelstadt „Otah Gunga“ im Film Star Wars, Episode I, bewohnt von amphibischen „Gungans“, darunter der trottelige Jar Jar Binks.
- Unterwasserstadt „Rapture“ als Handlungsort im Computerspiel BioShock, LeMU im Spiel Ever 17, OceanLab im Spiel Deus Ex, Lumeria im Spiel Champions Online.
- „Looking Glass“ in der Fernsehserie Lost, sowie Stationen in der Serie SeaLab 2021.
- die Unterwasserstädte im Rollenspielsystem LodlanD
- das fiktive, einst versunkene und nun bewohnte Höhlensystem Kanoli in Clive Cusslers Roman Im Todesnebel (Pacific Vortex)
- die Station „Neptune“ der Martel Corporation im Horrorfilm Lords of the Deep von Mary Ann Fisher
- das ORCA (Oceanic Research Centre Australia) ist eine Meeresforschungsstation am Great Barrier Reef in der australischen Fernsehserie Ocean Girl.
- Unterwasserstation der Gegenspionage bei Cap Canaveral in Dan Cooper Nr. 11 Sturm auf die Weltraumbasis